# Кресент (Луїзіана)
Кресент (англ. Crescent) — переписна місцевість (CDP) в США, в окрузі Ібервіль штату Луїзіана. Населення — 811 особа (2020).

## Географія
Кресент розташований за координатами 30°14′37″ пн. ш. 91°17′16″ зх. д. / 30.24361° пн. ш. 91.28778° зх. д. (30.243529, -91.287734).  За даними Бюро перепису населення США в 2010 році переписна місцевість мала площу 4,42 км², з яких 4,31 км² — суходіл та 0,11 км² — водойми.

## Демографія
Згідно з переписом 2010 року, у переписній місцевості мешкало 959 осіб у 333 домогосподарствах у складі 258 родин. Густота населення становила 217 осіб/км².  Було 362 помешкання (82/км²).
Расовий склад населення:
| - 61,1 % — білих - 37,1 % — чорних або афроамериканців - 0,1 % — корінних американців - 0,1 % — азіатів |

До двох чи більше рас належало 0,6 %. Частка іспаномовних становила 2,0 % від усіх жителів.
За віковим діапазоном населення розподілялося таким чином: 25,3 % — особи молодші 18 років, 60,8 % — особи у віці 18—64 років, 13,9 % — особи у віці 65 років та старші. Медіана віку мешканця становила 37,9 року. На 100 осіб жіночої статі у переписній місцевості припадало 93,7 чоловіків;  на 100 жінок у віці від 18 років та старших — 92,0 чоловіків також старших 18 років.
Середній дохід на одне домашнє господарство  становив 46 302 долари США (медіана — 45 982), а середній дохід на одну сім'ю — 52 158 доларів (медіана — 53 031). За межею бідності перебувало 10,0 % осіб, у тому числі 22,7 % дітей у віці до 18 років та 6,2 % осіб у віці 65 років та старших.
Цивільне працевлаштоване населення становило 154 особи. Основні галузі зайнятості: виробництво — 28,6 %, будівництво — 18,2 %, освіта, охорона здоров'я та соціальна допомога — 16,2 %.